# Santa Fe (Granada)
Santa Fe és un municipi de la província de Granada, a la comunitat autònoma d'Andalusia. Situat a la Vega de Granada i travessat pel riu Genil d'est a oest, el terme municipal és gairebé totalment pla i manca d'elevacions muntanyenques. Comprèn tres nuclis de població: Santa Fe, El Jau (uns 800 hab.) i Pedro Ruiz (250 hab.).

## Demografia
| 12.730 | 12.812 | 13.015 | 13.476 | 13.803 | 14.301 | 14.599 |